# Azotobacter beijerinckii
Azotobacter beijerinckii é uma espécie de bactéria diazotrófica gram-negativa capaz de fixar o nitrogênio enquanto cresce aerobicamente. Foi descrita por Lipman e nomeada em homenagem a Martinus Beijerinck.